# Infosys
Infosys Limited er en indisk multinational it-, erhvervskonsulent- og outsourcing-virksomhed. Virksomheden blev etableret i Pune i 1981 og har hovedkvarter i Bangalore.
Den 24. 2021 blev Infosys den fjerde indiske virksomhed der nåede $100 mia. i børsværdi. Det er en af de største techgiganter i landet.